# Арамейски езици
Арамейските езици са група семитски езици, произлизащи от староарамейския език. Те са част от северозападносемитската група от езици, която включва също и ханаанските езици, един от които е иврит. Староарамейският език е използван за написване на редица библейски книги и е основният език на Талмуда. Смята се, че Исус Христос е говорил на език от арамейската група.
Първоначално староарамейският е езикът на арамейците, семитска народност, заселила се в Плодородния полумесец около 12 век пр.н.е. С времето той се разпространява сред останалите народи в региона и към 7 век пр.н.е. служи за лингва франка на Близкия изток. С включването на тези територии в Персийската империя, староарамейският става един от официалните езици в персийската администрация. Макар по-късно той да губи този статус и да започват да се обособяват ясно изразени местни диалекти, арамейските езици запазват значението си в региона до възхода на Арабския халифат.
Днес арамейски езици се говорят от около 400 хиляди души, разпръснати в обособени общности в Близкия изток. Сред съвременните арамейски езици са:
- Асирийски новоарамейски език
- Западен новоарамейски език
- Бохтански новоарамейски език
- Барзански еврейски новоарамейски език
- Халдейски новоарамейски език